# Star Wars (videojuego de Namco)
Star Wars es un videojuego para Family Computer (o Famicom) publicado en 1987 por Namco (bajo el nombre de Namcot). Este videojuego fue lanzado exclusivamente en Japón.
A pesar de estar basado en Star Wars - Episodio IV: Una Nueva Esperanza, algunos niveles están basados en las dos películas de Star Wars posteriores. Es posible encontrar varios jefes animales aparentando ser Darth Vader tras ser eliminado el último como easter egg.
Este videojuego mezcla acción con plataformas 2D donde el jugador controla a Luke Skywalker por diferentes niveles, además de fases de vuelo en primera persona con el Halcón Milenario y fases de vuelo con perspectiva aérea pilotando un X-Wing.
- Datos: Q54319